# Trinidad y Tobago en los Juegos Olímpicos de Melbourne 1956
Trinidad y Tobago estuvo representada en los Juegos Olímpicos de Melbourne 1956 por un total de 6 deportistas que compitieron en 3 deportes.  
El portador de la bandera en la ceremonia de apertura fue el atleta Michael Agostini. El equipo olímpico de Trinidad y Tobago no obtuvo ninguna medalla en estos Juegos.